# Sainte-Croix-sur-Buchy
Sainte-Croix-sur-Buchy is een gemeente in het Franse departement Seine-Maritime (regio Normandië) en telt 545 inwoners (1999). De plaats maakt deel uit van het arrondissement Rouen.

## Geografie
De oppervlakte van Sainte-Croix-sur-Buchy bedraagt 13,8 km², de bevolkingsdichtheid is 39,5 inwoners per km².
De onderstaande kaart toont de ligging van Sainte-Croix-sur-Buchy met de belangrijkste infrastructuur en aangrenzende gemeenten.

## Demografie
Onderstaande figuur toont het verloop van het inwonertal (bron: INSEE-tellingen).